# 休倫縣 (密西根州)
休倫县（英語：Huron County）是美國密西根州下半島北部的一個縣，北鄰休倫湖。面積5,533平方公里。根據美國2000年人口普查，共有人口36,079人。縣治巴德阿克斯。
成立於1840年4月1日，縣政府成立於1859年1月25日。縣名可能來自休倫湖或休倫湖人。